# Девід М'юр
Девід Джейсон М'юр ([ˈmjʊər] MURE; народився 8 листопада 1973 року) — американський журналіст і ведучий ABC World News Tonight, а також співведучий програми ABC News 20/20. Раніше він був ведучим новин на вихідних і основним заступником ведучої програми World News Tonight з Діаною Сойєр, яку він замінив 1 вересня 2014 року. М'юр отримав кілька премій Еммі та премій Едварда Р. Мерроу за національну та міжнародну журналістику. У 2024 році він отримав Нагороду Волтера Кронкайта за досягнення в журналістиці.
З 2003 року на ABC News М'юр вів репортажі з таких місць, як Афганістан, Ірак, Іран, Україна, Майдан Тахрір, Могадішо, Газа, Гуантанамо, Фукусіма, Бейрут, Амман і сирійський кордон.
М'юр був першим американським ведучим, який узяв інтерв'ю у президента України Володимира Зеленського після вторгнення Росії в Україну. Він також подорожував до Києва на початку контрнаступу України у 2022 році для ще одного інтерв'ю з Зеленським. Його репортажі про кліматичні зміни були відзначені премією Джорджа Полка та премією Альфреда І. Дюпона.
Він став одним з найбільш впізнаваних журналістів у США. World News Tonight з Девідом М'юром залишається найбільш популярною новинною програмою в США з 2015 року.